# مزرعة خرسان
مزرعة خرسان (بالإنجليزية: Mazraeh-ye Khersan)‏ هي منطقة سكنية تقع في أصفهان في إيران.